# Brodick
Brodick, en gaèlic escocès:Breadhaig o Tràigh a' Chaisteil ("Platja de Castell", és el principal assentament, village, de l'illa d'Arran, té 621 habitants (2001) al Firth of Clyde, Escòcia. Es troba a la costa est de l'illa, a la Badia de Brodick Bay sota Goat Fell, la muntanya més alta de l'illa. El nom de la població deriva d'arrels de l'Antic nòrdic que significa "Badia Ampla".
El seu port rep el ferri principal entre Arran i la resta d'Escòcia via Ardrossan. El Castell de Brodick  era la residència dels Ducs de Hamilton.
Brodick és un lloc turístic popular i una base pel senderisme (hill-walking). Hi ha botigues, hotels i restaurants, un poliesportiu u un camp de golf de 18 forats.

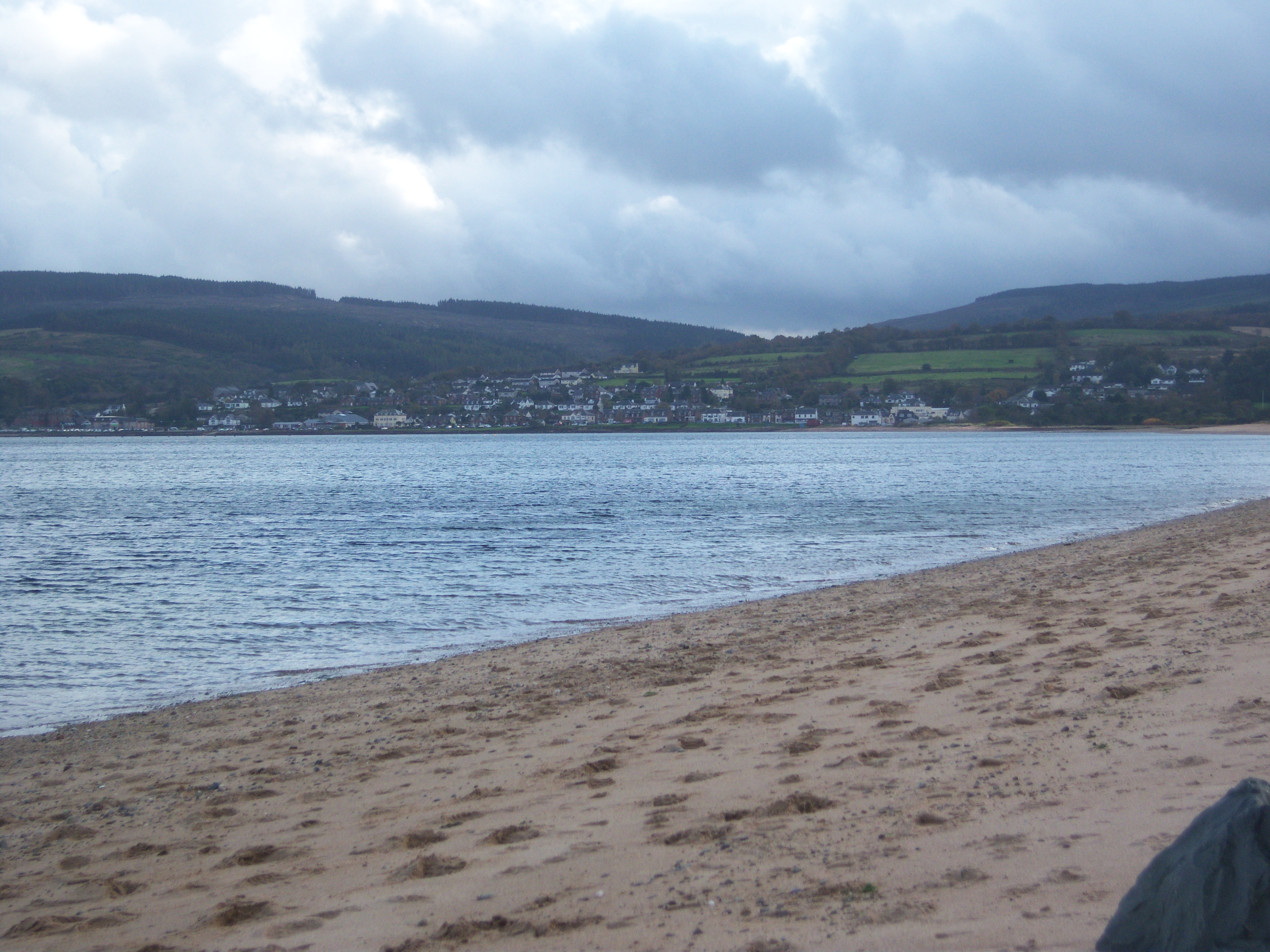
Brodick des de Cladach Beach
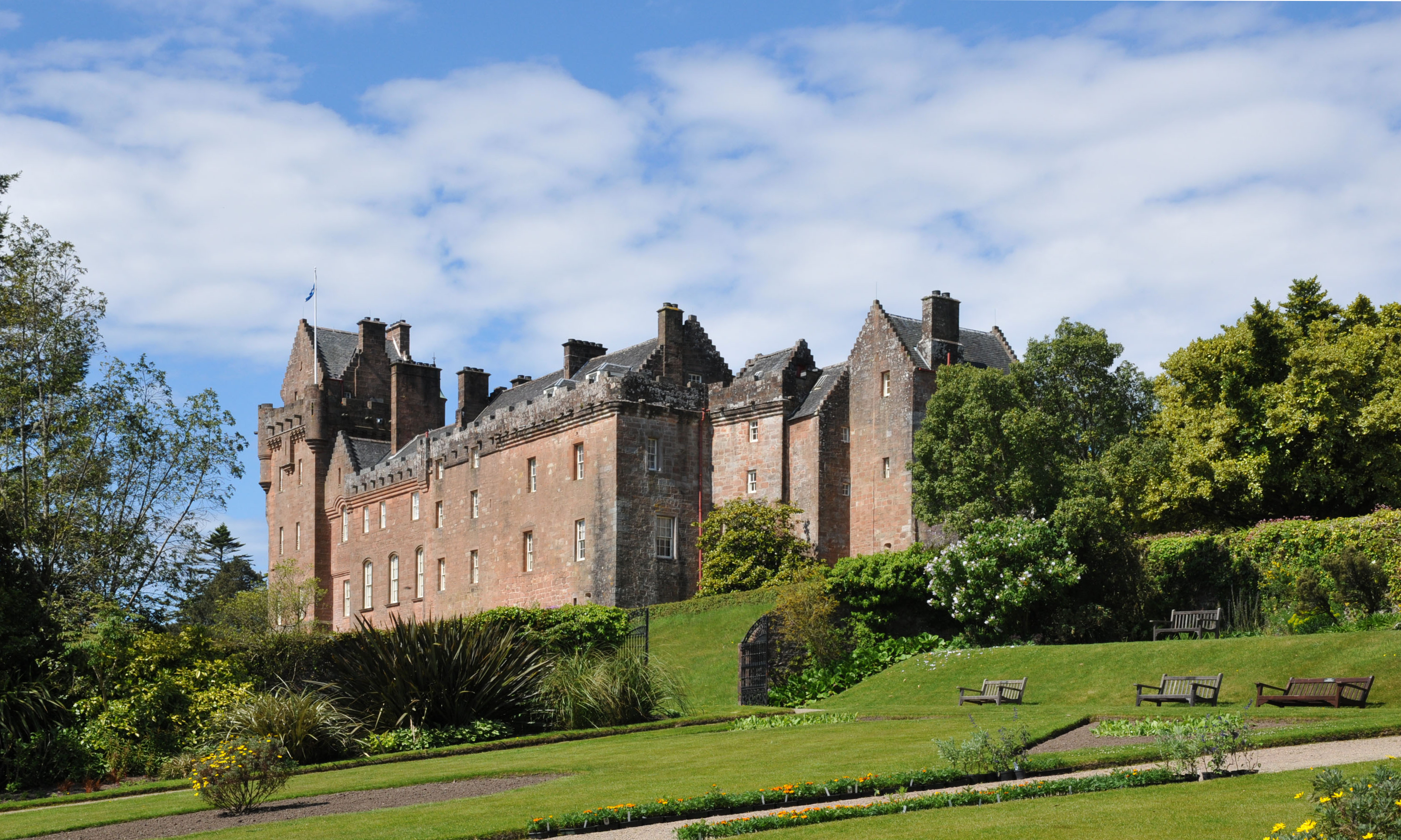
Castell de Brodick